# Oualidia
Oualidia, ou Loualidia (forme officielle en français), est une ville du Maroc située dans la province de Sidi Bennour dans la région de Casablanca-Settat, sur la côte atlantique, entre El Jadida et Safi, à 158 km au sud de Casablanca et 212 km de Marrakech. Elle constitue le centre urbain de la commune rurale du même nom.

## Géographie

### Paysages naturels

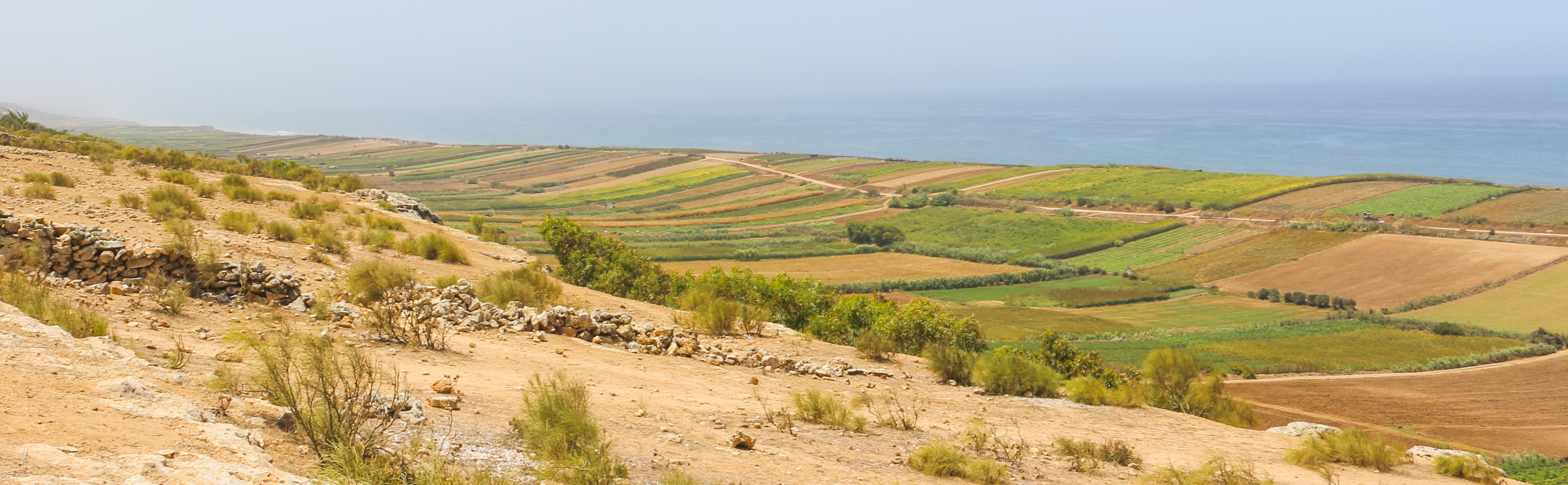
Marais d'Oualidia.

Les marais salants d'Oualidia se situent 160 km au sud de Casablanca au Maroc. Les bassins de récolte du sel, exploités uniquement en période estivale, s'inscrivent au sein d'une lagune et s'étalent le long de la côte atlantique juste au nord de la station balnéaire d'Oualidia.

## Histoire
Al-Walid, ou El Oualid Ben Zidane, un sultan de la dynastie saadienne, a donné son nom à cette station balnéaire, l'une des mieux protégées du côté atlantique nord. Dans la partie haute de la ville, on peut encore apercevoir quelques vestiges de sa kasbah, que le sultan a édifiée en 1634 pour défendre l'entrée de la lagune. 
Bien avant lui, au Ve siècle av. J.-C., l'amiral carthaginois Hannon (venu par bateau depuis la ville de Carthage dans l'actuelle Tunisie) se serait arrêté près de Oualidia dans une lagune où vivaient des éléphants. Il aurait séjourné dans l'une des 6 grottes que compte la falaise, connue sous le nom de "Ghar Hammou El Gazhi"
Avant la création de la province de Sidi Bennour en 2009, Oualidia faisait partie de la province d'El Jadida.
En 2015, la coupe du monde scolaire féminine de beach-volley a été organisée à Oualidia.

### Monuments
La Kasbah de Oualidia, construite en 1634 par le sultan El Oualid Ben Zidane, a été classée site culturel par le ministère des affaires culturelles tout comme le marabout Sidi Moussa, datant de plus de 450 ans.
Situé au bord de la lagune, se trouve également un palais abandonné. Il fut construit vers 1940 à la demande du Sultan Mohammed Ben Youssef futur Mohammed V qui venait y séjourner autrefois avec sa famille. D'architecture moderne aux lignes épurées, malgré des galeries d'arcades arabo-andalouses, il s'agissait d'une demeure privée et résidence de vacances plus que d'un palais royal. Il n'est plus utilisé mais appartient toujours à la famille royale.

## Démographie
|                       |
| Source : recensements |

## Économie

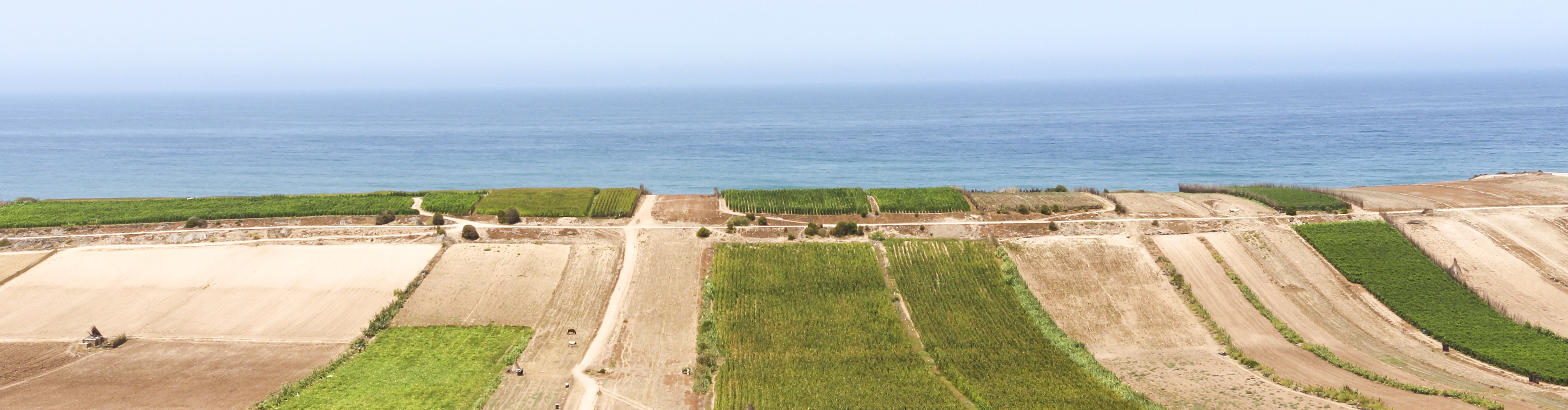
Marais Oualidia

Les principales ressources de Oualidia sont l'ostréiculture, la pêche et le tourisme.
Oualidia est l'un des premiers sites d'ostréiculture au Maroc, où elle a été introduite en 1956. Au XXIe siècle quelques producteurs maintiennent une production entre 200 et 300 tonnes/an.